# Das Unglück (Parabel)
Das Unglück ist eine Parabel (ATU 947). Sie stand in den Kinder- und Hausmärchen der Brüder Grimm nur von der 4. bis zur 6. Auflage an Stelle 175 (KHM 175a) und stammt aus Hans Wilhelm Kirchhofs Wendunmuth (Von einem der ins holtz gieng, Nr. 178).

## Inhalt
Ein armer Mann hat nicht einmal mehr Brennholz, und alle Bäume im Wald sind zu dick zum Fällen. Als er endlich fündig wird, kommen Wölfe. Er will über eine Brücke entkommen, doch diese stürzt ein. Er springt. Fischer holen ihn heraus und lehnen ihn an eine Wand. Doch als er zu sich kommt, fällt die Mauer zusammen und erschlägt ihn.
Der Erzähler erklärt im ersten Satz, dass man dem Unglück nicht entkommen kann, wenn es einen sucht.

## Herkunft
Die Brüder Grimm bearbeiteten den Text aus Hans Wilhelm Kirchhoffs Wendunmuth (Von einem der ins holtz gieng, Nr. 178). Ihre Anmerkung von 1856 stellt fest, dass es auf einen Text im orientalischen Bidpai zurückgeht, weshalb es 1857 durch Der Mond ersetzt wurde. Ein erhaltener Brief vom 29. Februar 1836 zeigt, dass Jacob Grimm bereits damals nach der ursprünglichen Quelle geforscht hatte.